# Nazario Nazari

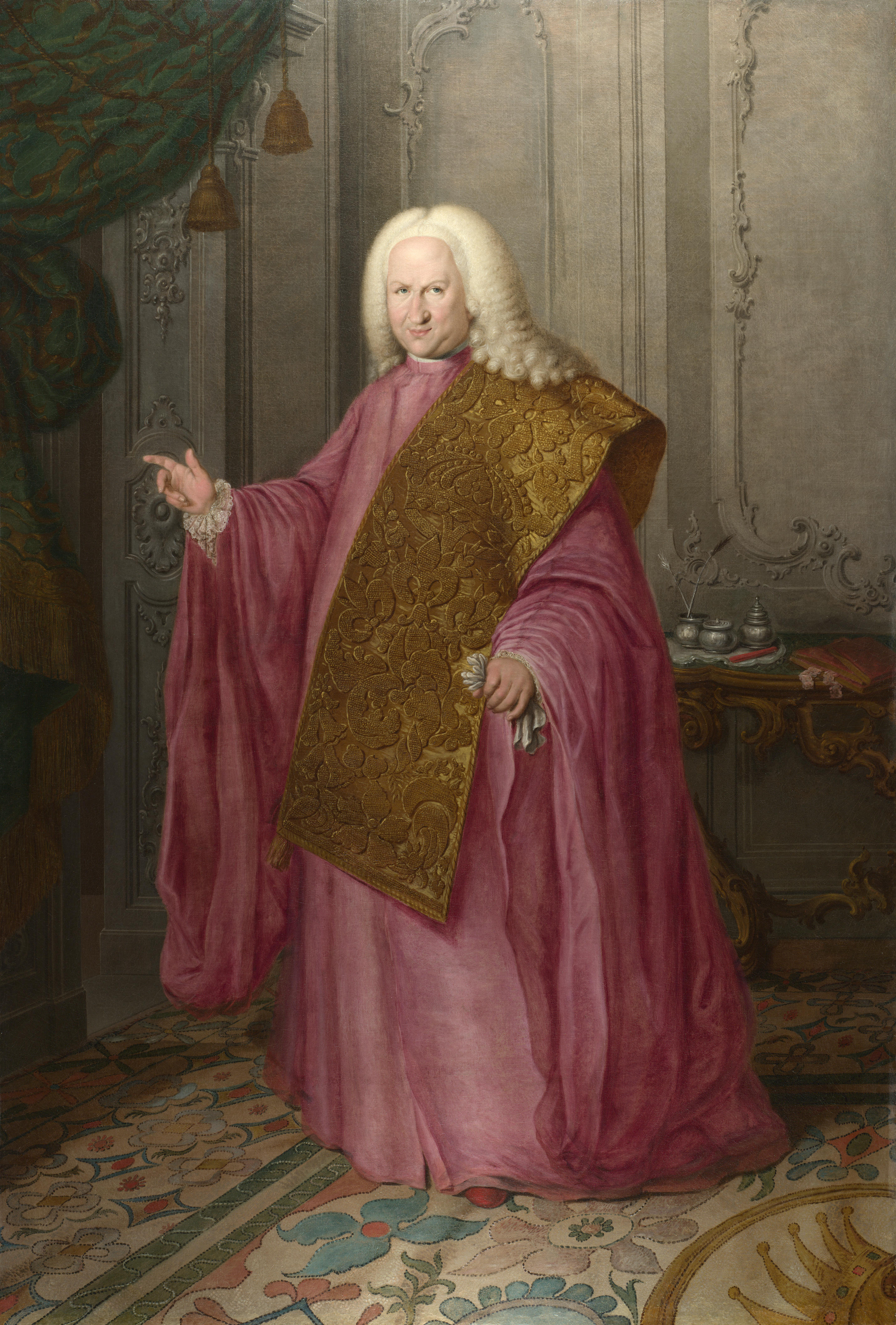
Ritratto del procuratore Andrea Tron, National Gallery, Londra

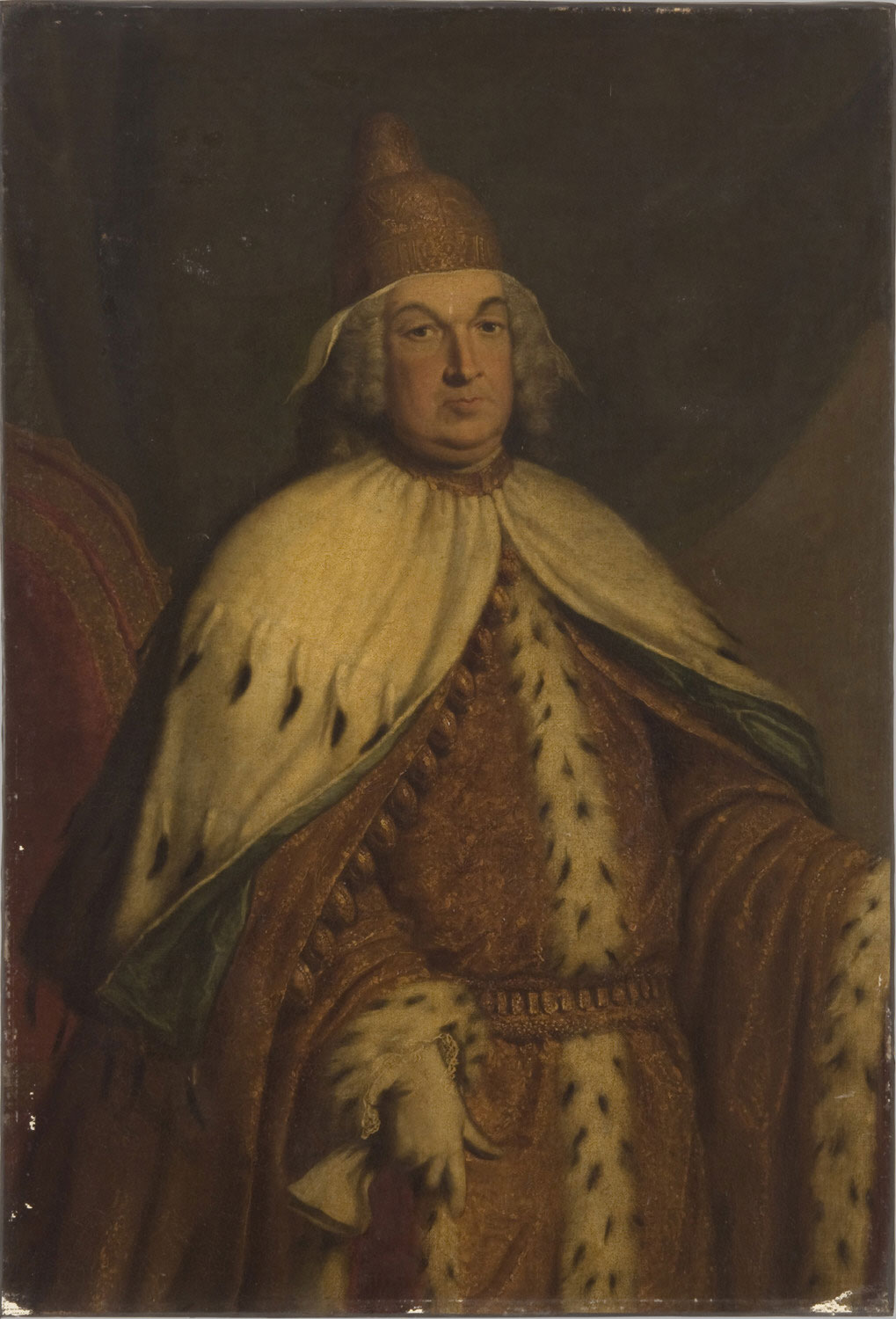
Ritratto del doge Pietro Grimani, Philadelphia Museum of Art, Filadelfia

Nazario Nazari (Clusone, 1724 – dopo il 1793) è stato un pittore italiano.

## Biografia
Figlio di Bartolomeo Nazari, anch'egli pittore; ebbe una sorella, Maria Giacomina, anche lei pittrice. Fu attivo a Bergamo dal 1750 al 1755. Nel 1755 fu con il padre a Genova. Fu quindi mandato a Venezia, perché suo padre voleva separarlo dalle cattive compagnie. Fu attivo a Venezia e dintorni negli ultimi anni della Serenissima Repubblica, durante la fase rococò dell'arte veneta. Nazario al tempo era ben noto come ritrattista di funzionari aristocratici della Repubblica.